# Oliver Solberg
Oliver Solberg (Fredrikstad, 23 settembre 2001) è un pilota di rally svedese con passaporto anche norvegese.
È figlio degli ex piloti di rally Pernilla Walfridsson e Petter Solberg, quest'ultimo campione del mondo di rally nel 2003 e due volte campione del mondo di rallycross (2014 e 2015).

## Carriera
Nato in Norvegia, quando sua madre era in ospedale, e suo padre, era impegnato, in quel fine settimana, al Rally della Nuova Zelanda. Oliver Solberg si è appassionato al WRC da quando andava a vedere il padre competere. Pur avendo entrambi i genitori nel mondo del motorsport, inizio a giocare a calcio e poi a hockey su ghiaccio, ma all'età di otto iniziò a gareggiare nel crosskarting. Negli anni successivi vinse diversi campionati nazionali e nordici.

### Carriera nel Rallycross
Oltre ai suoi impegni nei rally, nel 2017 Solberg partecipa al RallyX Nordic Championship guidando la Citroën DS3 R3 con cui suo padre ha vinto il Campionato del mondo rallycross nel 2014 e 2015. Solberg conquista subito il podio nella gara d'esordio e ottiene due vittorie nel resto della stagione concludendo secondo in classifica generale. Nel 2018 torna nel campionato sempre alla guida della Citroën DS3 R3, vince tre gare e si laurea campione. Nel 2020, vista la pausa dei rally causa la pandemia di COVID-19, torna a correre a una gara del RallyX Nordic Championship.

### Carriera nel WRC
Solberg debutta nel Campionato del mondo rally nel finale della stagione 2019, nel Rally di Gran Bretagna con la Volkswagen Polo GTI R5. Lo stesso rally è anche l'ultimo evento WRC di suo padre, che chiude la sua carriera con la vittoria nella classe WRC2, mentre Oliver è costretto al ritiro.

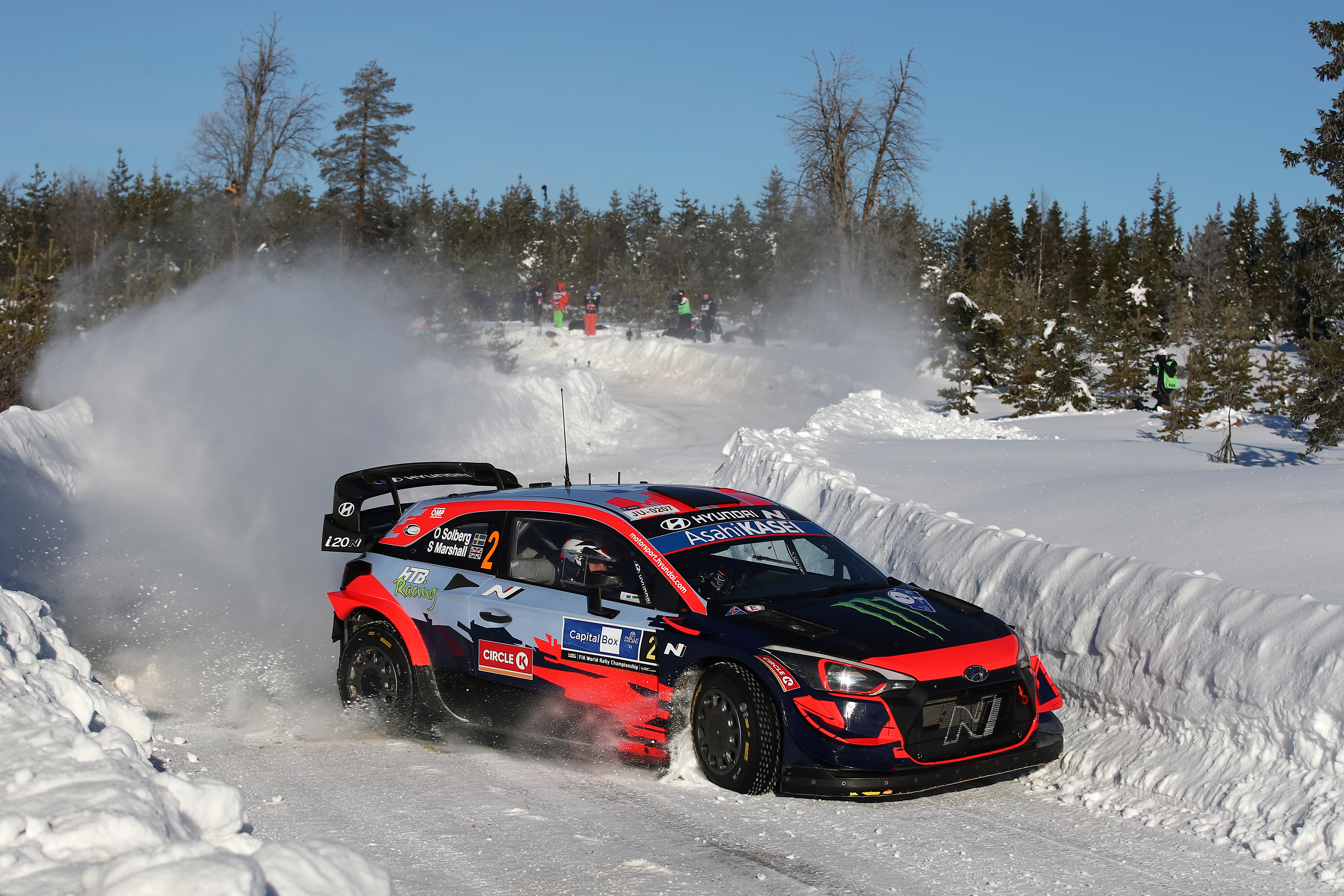
Oliver Solberg durante il Rally Artico 2021

Nel 2020 passa a tempo pieno nel WRC guidando la Volkswagen Polo GTI R5 nei rally di Monte Carlo, del Messico e del Estonia,  mentre per i rally di Svezia, di Sardegna e di Monza utilizza la Škoda Fabia R5 Evo. Nel Rally d'Estonia conquista la sua prima vittoria nella classe WRC3 e conquista i suoi primi punti in classifica generale arrivando nono.
Nel 2021 Solberg si è unito ai campioni in carica del WRC, Hyundai Motorsport, con un piano per guidare la Hyundai i20 N Rally2 e partecipare quindi nella classe WRC2. Ma visti i buoni risultati ha la possibilità di utilizzare la Hyundai i20 Coupe WRC, con cui arriva settimo nel Rally di Catalogna e quinto nel Rally di Monza.
Nel 2022 Solberg si unisce al team ufficiale WRC di Hyundai Motorsport, guidando come terzo pilota in eventi selezionati durante la stagione. Dopo il ritiro nel Rally di Monte Carlo chiude a punti arrivando sesto nel Rally di Svezia. Nel terzo Rally stagionale in Croazia subisce un forte incidente e la macchina finisce a fuoco, per fortuna i piloti ne escono illesi. Per il Rally del Portogallo utilizza la Hyundai i20 N Rally2 gareggiando anche nella categoria WRC-2. Durante il Rally di Ypres ottiene la sua miglior prestazione chiudendo quarto, un'altra ottima prestazione l'ottenne nel Rally della Nuova Zelanda dove chiude quinto.
Solberg non viene confermato dal Hyundai per la stagione 2023, per questo si unisce al team Toksport, correndo con una Škoda Fabia RS Rally2. Solberg dopo il quattordicesimo posto nel rally di Montecarlo partecipa al Rally di Svezia dove ottiene la vittoria nel WRC2 e l'ottavo posto assoluto. Nel successivo Rally del Messico ottiene il terzo posto di classe e ancora ottavo posto nel assoluto. Per la stagione 2024 rimane legato alla Skoda Motorsport correndo nella WRC2.

### Race of Champions
Nel febbraio del 2022 vince insieme a suo padre Petter la Coppa delle Nazioni della Race of Champions. Risultato che conferma anche l'anno successivo nella Race of Champions tenuta in Svezia.

## Vittorie nei Rally

### Vittorie nel WRC
| # | Stagione | Evento              | Copilota          | Auto                   | Squadra                 |
| - | -------- | ------------------- | ----------------- | ---------------------- | ----------------------- |
| 1 | 2025     | 15º Rally d'Estonia | Elliott Edmondson | Toyota GR Yaris Rally1 | Toyota Gazoo Racing WRT |

### Vittorie nel WRC2
| # | Stagione | Evento                         | Copilota          | Auto                   | Squadra      |
| - | -------- | ------------------------------ | ----------------- | ---------------------- | ------------ |
| 1 | 2023     | 70º Rally di Svezia            | Elliott Edmondson | Škoda Fabia RS Rally2  | -            |
| 2 | 2023     | 2º Rally del Cile              | Elliott Edmondson | Škoda Fabia RS Rally2  | -            |
| 3 | 2024     | 71º Rally di Svezia            | Elliott Edmondson | Škoda Fabia RS Rally2  | Toksport WRT |
| 4 | 2024     | 14º Rally Liepāja              | Elliott Edmondson | Škoda Fabia RS Rally2  | Toksport WRT |
| 5 | 2024     | 73º Rally di Finlandia         | Elliott Edmondson | Škoda Fabia RS Rally2  | Toksport WRT |
| 6 | 2025     | 72º Rally di Svezia            | Elliott Edmondson | Toyota GR Yaris Rally2 | Printsport   |
| 7 | 2025     | 58º Vodafone Rally de Portugal | Elliott Edmondson | Toyota GR Yaris Rally2 | Printsport   |
| 8 | 2025     | 69° EKO Acropolis Rally        | Elliott Edmondson | Toyota GR Yaris Rally2 | Printsport   |

### Vittorie nel WRC3

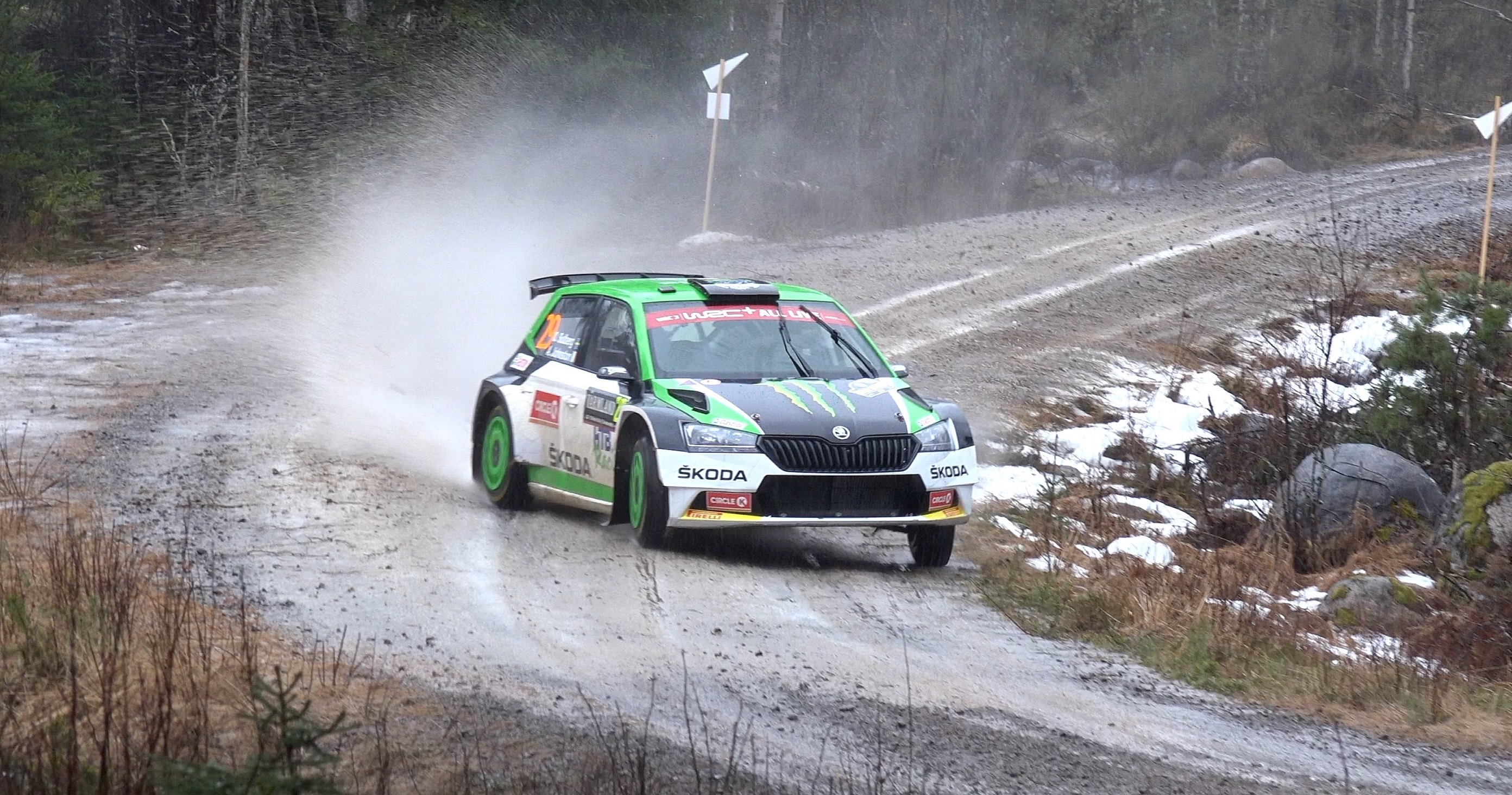
Oliver Solberg durante il Rally di Svezia 2020

| # | Stagione | Evento              | Copilota       | Auto                   |
| - | -------- | ------------------- | -------------- | ---------------------- |
| 1 | 2020     | 10° Rally d'Estonia | Aaron Johnston | Volkswagen Polo GTI R5 |

### Vittorie nel ERC
| # | Stagione | Evento                  | Copilota          | Auto                   | Squadra                    |
| - | -------- | ----------------------- | ----------------- | ---------------------- | -------------------------- |
| 1 | 2019     | 7° Rally di Liepāja     | Aaron Johnston    | Volkswagen Polo GTI R5 | Sports Racing Technologies |
| 2 | 2020     | 8° Rally di Liepāja     | Aaron Johnston    | Volkswagen Polo GTI R5 | -                          |
| 3 | 2023     | 1° Rally di Scandinavia | Elliott Edmondson | Volkswagen Polo GTI R5 | Toksport WRT               |
| 4 | 2024     | 2° Rally di Scandinavia | Elliott Edmondson | Škoda Fabia RS Rally2  | -                          |

## Risultati

### Risultati nel WRC
| 2019 | Scuderia | Vettura                |  |  |  |  |  |  |  |  |  |  |  |     |  |  |  |  | Punti | Pos. |
| ---- | -------- | ---------------------- |  |  |  |  |  |  |  |  |  |  |  | --- |  |  |  |  | ----- | ---- |
| 2019 |          | Volkswagen Polo GTI R5 |  |  |  |  |  |  |  |  |  |  |  | Rit |  |  |  |  | 0     |      |

| 2020 | Scuderia | Vettura                                   |    |    |     |   |  |    |   |  |  |  |  |  |  |  |  |  | Punti | Pos. |
| ---- | -------- | ----------------------------------------- | -- | -- | --- | - |  | -- | - |  |  |  |  |  |  |  |  |  | ----- | ---- |
| 2020 |          | Volkswagen Polo GTI R5 Škoda Fabia R5 Evo | 25 | 17 | Rit | 9 |  | 18 | 7 |  |  |  |  |  |  |  |  |  | 8     | 17º  |

| 2021 | Scuderia             | Vettura              |     |   |  |    |  |     |     |     |     |     |   |   |  |  |  |  | Punti | Pos. |
| ---- | -------------------- | -------------------- | --- | - |  | -- |  | --- | --- | --- | --- | --- | - | - |  |  |  |  | ----- | ---- |
| 2021 | Hyundai Motorsport N | Hyundai i20 N Rally2 | Rit | 7 |  | 11 |  | Rit | Rit | Rit | Rit | Rit | 7 | 5 |  |  |  |  | 22    | 13º  |

| 2022 | Scuderia                | Vettura                                          |     |   |     |    |  |    |    |     |   |  |    |  |  |  |  |  | Punti | Pos. |
| ---- | ----------------------- | ------------------------------------------------ | --- | - | --- | -- |  | -- | -- | --- | - |  | -- |  |  |  |  |  | ----- | ---- |
| 2022 | Hyundai Shell Mobis WRT | Hyundai i20 N Rally1 Hybrid Hyundai i20 N Rally2 | Rit | 6 | Rit | 47 |  | 10 | 13 | Rit | 4 |  | 54 |  |  |  |  |  | 33    | 12º  |

| 2023 | Scuderia | Vettura               |  |   |   |    |   |  |   |  |   |  |   |  |  |  |  |  | Punti | Pos. |
| ---- | -------- | --------------------- |  | - | - | -- | - |  | - |  | - |  | - |  |  |  |  |  | ----- | ---- |
| 2023 |          | Škoda Fabia RS Rally2 |  | 8 | 8 | 10 | 7 |  | 9 |  | 6 |  | 6 |  |  |  |  |  | 33    | 10º  |

| 2024 | Scuderia     | Vettura               |    |   |   |  |     |    |    |    |   |  |    |   |  |  |  |  | Punti | Pos. |
| ---- | ------------ | --------------------- | -- | - | - |  | --- | -- | -- | -- | - |  | -- | - |  |  |  |  | ----- | ---- |
| 2024 | Toksport WRT | Škoda Fabia RS Rally2 | 40 | 5 | 7 |  | Rit | NP | 10 | 10 | 5 |  | 11 | 7 |  |  |  |  | 27    | 13º  |

| 2025 | Scuderia                           | Vettura                                       |    |   |    |    |    |   |   |    |  |  |  |  |  |  |  |  | Punti | Pos. |
| ---- | ---------------------------------- | --------------------------------------------- | -- | - | -- | -- | -- | - | - | -- |  |  |  |  |  |  |  |  | ----- | ---- |
| 2025 | Printsport Toyota Gazoo Racing WRT | Toyota GR Yaris Rally2 Toyota GR Yaris Rally1 | 15 | 9 | 12 | 16 | 10 | 6 | 6 | 13 |  |  |  |  |  |  |  |  | 52    |      |

| Legenda | 1º posto | 2º posto | 3º posto | A punti | Senza punti | Ritirato | Squalificato | NP=Non partito C=Gara cancellata | Apice=Power stage |

### Risultati nel WRC2
| 2019 | Scuderia | Vettura                |  |  |  |  |  |  |  |  |  |  |  |     |  |  |  |  | Punti | Pos. |
| ---- | -------- | ---------------------- |  |  |  |  |  |  |  |  |  |  |  | --- |  |  |  |  | ----- | ---- |
| 2019 |          | Volkswagen Polo GTI R5 |  |  |  |  |  |  |  |  |  |  |  | Rit |  |  |  |  | 0     |      |

| 2021 | Scuderia             | Vettura              |  |  |  |   |  |  |     |     |     |     |  |  |  |  |  |  | Punti | Pos. |
| ---- | -------------------- | -------------------- |  |  |  | - |  |  | --- | --- | --- | --- |  |  |  |  |  |  | ----- | ---- |
| 2021 | Hyundai Motorsport N | Hyundai i20 N Rally2 |  |  |  | 5 |  |  | Rit | Rit | Rit | Rit |  |  |  |  |  |  | 10    | 18º  |

| 2022 | Scuderia                | Vettura              |  |  |  |     |  |  |  |  |  |  |  |  |  |  |  |  | Punti | Pos. |
| ---- | ----------------------- | -------------------- |  |  |  | --- |  |  |  |  |  |  |  |  |  |  |  |  | ----- | ---- |
| 2022 | Hyundai Shell Mobis WRT | Hyundai i20 N Rally2 |  |  |  | 251 |  |  |  |  |  |  |  |  |  |  |  |  | 3     | 49º  |

| 2023 | Scuderia | Vettura               |  |   |   |  |    |    |  |    |  |     |    |  |  |  |  |  | Punti | Pos. |
| ---- | -------- | --------------------- |  | - | - |  | -- | -- |  | -- |  | --- | -- |  |  |  |  |  | ----- | ---- |
| 2023 |          | Škoda Fabia RS Rally2 |  | 1 | 8 |  | 21 | 26 |  | 16 |  | Rit | 12 |  |  |  |  |  | 91    | 6º   |

| 2024 | Scuderia     | Vettura               |  |   |   |  |     |  |   |   |   |  |   |  |  |  |  |  | Punti | Pos. |
| ---- | ------------ | --------------------- |  | - | - |  | --- |  | - | - | - |  | - |  |  |  |  |  | ----- | ---- |
| 2024 | Toksport WRT | Škoda Fabia RS Rally2 |  | 1 | 2 |  | Rit |  | 2 | 1 | 1 |  | 4 |  |  |  |  |  | 123   | 2º   |

| 2025 | Scuderia   | Vettura                |  |   |   |  |   |  |   |  |  |  |  |  |  |  |  |  | Punti | Pos. |
| ---- | ---------- | ---------------------- |  | - | - |  | - |  | - |  |  |  |  |  |  |  |  |  | ----- | ---- |
| 2025 | Printsport | Toyota GR Yaris Rally2 |  | 1 | 5 |  | 1 |  | 1 |  |  |  |  |  |  |  |  |  | 85    |      |

| Legenda | 1º posto | 2º posto | 3º posto | A punti | Senza punti | Ritirato | Squalificato | NP=Non partito C=Gara cancellata | Apice=Power stage |

### Risultati nel ERC
| Anno | Team                       | Auto                   | 1     | 2     | 3      | 4   | 5      | 6   | 7   | 8   | Punti | Pos. |
| ---- | -------------------------- | ---------------------- | ----- | ----- | ------ | --- | ------ | --- | --- | --- | ----- | ---- |
| 2019 | Sports Racing Technologies | Volkswagen Polo GTI R5 | PRT   | ESP   | LAT 1  | POL | ITA    | CZE | CYP | HUN | 39    | 6°   |
| 2020 |                            | Volkswagen Polo GTI R5 | ITA 3 | LAT 1 | PRT 23 |     | ESP 4  |     |     |     | 112   | 2°   |
| 2020 | Škoda Fabia R5 Evo         |                        |       |       | HUN 4  |     |        |     |     |     | 112   | 2°   |
| 2023 | Toksport WRT               | Volkswagen Polo GTI R5 |       |       |        |     | SWE 13 |     |     |     | 33    | 15°  |
| 2024 |                            | Škoda Fabia RS Rally2  | HUN   | ESP   | SWE 1  | EST | ITA    | CZE | GBR | POL | 35    | 12°  |